# Стари Авли
Стари Авли (грч. Παλιά Αυλή, Палија Авли) је насељено место у  општини Кушница у периферији Источна Македонија и Тракија, Грчка. Према попису из 2021. године било је 2 становника.
Према бугарском географу и историчару, Василу Канчову, у Старом Авлију је 1900. године живело 180 Грка. После 1924. године насељене су грчке избегличке породице, те је на попису из 1928. године било 305 становника. Након Грчког грађанског рата изграђено је ново насеље Гефира Авлис за мештане Старог Авлија. Од 1971. Стари Авли (дотад Авли) не води се као посебно насеље, а Гефира Авлис је преименована у Авли. Почетком 21. века Стари Авли се опет води као посебно насеље.